# Жохово (Вологодская область)
Жохово — деревня в Кирилловском районе Вологодской области.
Входит в состав Липовского сельского поселения, с точки зрения административно-территориального деления — в Липовский сельсовет.
Расстояние до районного центра Кириллова по автодороге — 14 км, до центра муниципального образования Вогнемы по прямой — 9 км. Ближайшие населённые пункты — Кнутово, Великий Двор, Кузьминка.
По переписи 2002 года население — 2 человека.